# Pearl Jam 2012 Tour
Pearl Jam 2012 Tour – szesnasta trasa koncertowa zespołu muzycznego Pearl Jam, w jej trakcie odbyło się siedemnaście koncertów.
1. 20 czerwca 2012 – Manchester, Anglia – Manchester Arena
2. 21 czerwca 2012 – Manchester, Anglia – Manchester Arena
3. 23 czerwca 2012 – Isle of Wight, Anglia – Seaclose Park
4. 26 czerwca 2012 – Amsterdam, Holandia – Ziggo Dome
5. 27 czerwca 2012 – Amsterdam, Holandia – Ziggo Dome
6. 29 czerwca 2012 – Werchter, Belgia – Werchter Festival Grounds
7. 30 czerwca 2012 – Arras, Francja – Citadelle Vauban
8. 2 lipca 2012 – Praga, Czechy – O2 Arena
9. 4 lipca 2012 – Berlin, Niemcy – O2 World
10. 5 lipca 2012 – Berlin, Niemcy – O2 World
11. 7 lipca 2012 – Sztokholm, Szwecja – Ericsson Globe
12. 9 lipca 2012 – Oslo, Norwegia – Oslo Spektrum
13. 10 lipca 2012 – Kopenhaga, Dania – Forum Copenhagen
14. 2 września 2012 – Filadelfia, Pensylwania, USA – Fairmount Park
15. 21 września 2012 – Pensacola, Floryda, USA – Pensacola Beach
16. 22 września 2012 – Atlanta, Georgia, USA – Piedmont Park
17. 30 września 2012 – Missoula, Montana, USA – Adams Centre